# Harry Mitchell
Harry Mitchell   (Tiverton, 5 de gener de 1898 - Twickenham, 8 de febrer de 1983) va ser un boxejador anglès que va competir durant la dècada de 1920.
El 1924 va prendre part en els Jocs Olímpics de París, on guanyà la medalla d'or de la categoria del pes semipesant, del programa de boxa.
Entre 1922 i 1925 es proclamà campió del pes semipesant de l'ABA.